# Novopsocus

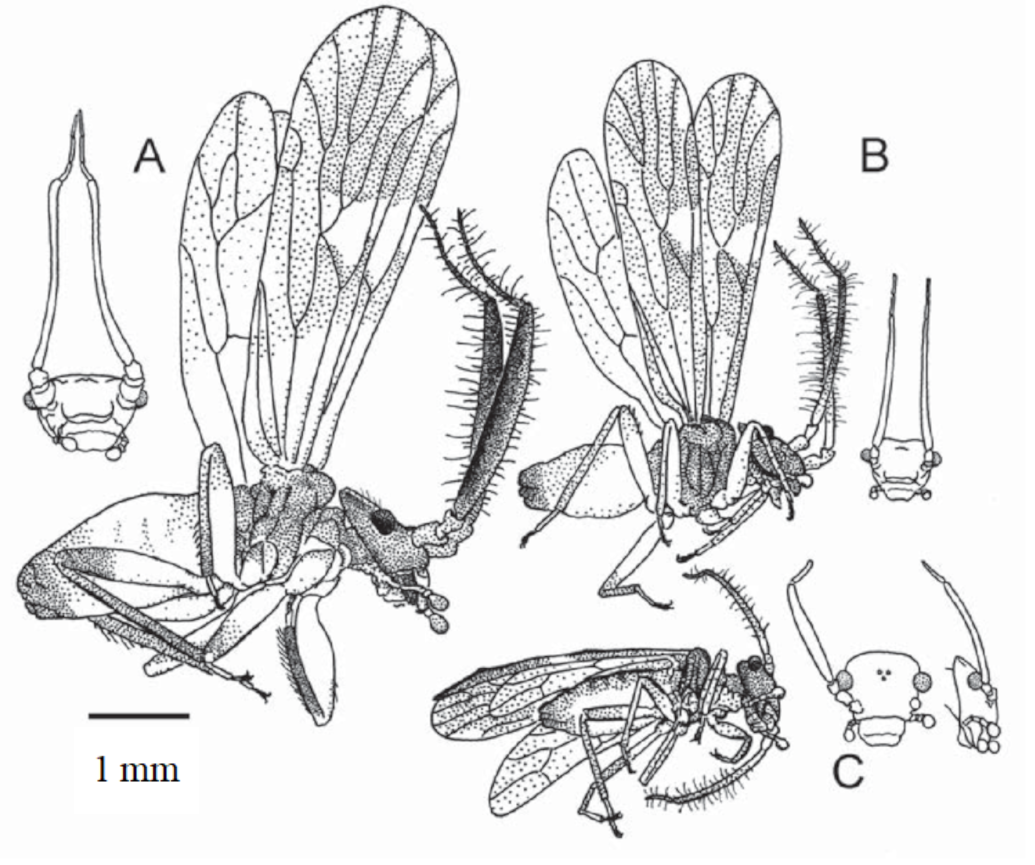
Le tre specie del genere Novopsocus. A. N. magnus, B. N. stenopterus, C. N. caeciliae.

Novopsocus è un genere della famiglia Pseudocaeciliidae, con tre specie endemiche della Nuova Guinea . Il genere è caratterizzato da una testa piatta con vertice acuminato, ali strette a forma di cinghia e antenne con un primo segmento flagellare ampio e appiattito nei maschi di due specie .

## Tassonomia
- Novopsocus caeciliae Cuénoud, 2008
- Novopsocus magnus Cuénoud, 2008
- Novopsocus stenopterus (Thornton & Smithers, 1977)